# Les Planchettes
Les Planchettes är en ort och kommun i kantonen Neuchâtel, Schweiz. Kommunen har 198 invånare (2023).